# Leilani McGonagle
Leilani Marie McGonagle Cada (Pavones, Golfito, Puntarenas; 14 de noviembre de 1999) es una surfista profesional costarricense que compite en la World Surf League. En 2021 alcanzó el quinto lugar de la tabla general de los ISA World Surfing Games 2021, principal evento mundial de la Asociación Internacional de Surf, con lo cual obtuvo una clasificación directa a los Juegos Olímpicos de 2020, en Tokio, Japón, representando a Costa Rica.

## Primeros años
Leilani McGonagle nació el 14 de noviembre de 1999 en la comunidad costera de Pavones, al sur de Costa Rica, en el cantón puntarenense de Golfito. Su nombre es de origen hawaiano, y significa "flor del cielo”. Es hija del inglés Sean McGonagle y de la estadounidense Jamie Marie Cada. Tiene un hermano mayor, Noé Mar, quien también es surfista profesional y se desempeña como entrenador de Leilani. Sus padres, quienes también son surfistas, se conocieron en 1991 al coincidir en un viaje de surf en Costa Rica, y se asentarían en el país algunos años después, en Pavones, donde establecerían un hotel como negocio familiar. McGonagle comenzó a surfear desde una edad muy temprana, y a sus cinco años ya dominaba la disciplina.

## Carrera
En 2013, McGonagle tuvo su primera participación en un evento de la World Surf League (WSL), y en los siguientes tres años obtuvo la victoria en tres competencias. Durante su carrera juvenil, emergió como campeona juvenil norteamericana y fue adjudicada como surfista del año en los premios Costa Rica Surfing Awards, en 2016 y 2017. En 2015, obtuvo el segundo lugar en la categoría de Open Femenino durante los World Surfing Games, de la Asociación Internacional de Surf (ISA), llevados a cabo en Nicaragua. En 2017, representó a Costa Rica ante el Mundial Junior, o ISA World Junior Championships, en la categoría Sub-18, en Japón, donde obtuvo el segundo lugar.

### Juegos Olímpicos de 2020
En junio de 2021, McGonagle consiguió el quinto lugar de la tabla general de los ISA World Surfing Games 2021 en El Salvador, principal evento mundial de la Asociación Internacional de Surf, mediante el cual obtuvo una clasificación directa a los Juegos Olímpicos de 2020, en Tokio, Japón. McGonagle se unió a la también costarricense Brisa Hennessy, quien también obtuvo previamente una clasificación a los juegos, convirtiéndose ambas en las primeras representantes de Costa Rica en la disciplina de surf, la cual debutó en esta edición de la olimpiada. McGonagle dedicó su logro de clasificación olímpica a su amiga y surfista salvadoreña Katherine Díaz, quien murió a principios de 2021.
Durante los juegos, McGonagle debutó en la serie 5 de la ronda 1 de la modalidad de surf femenino, en la cual obtuvo el tercer lugar. Por esta razón, debió volver a competir en una ronda eliminatoria contra otras cuatro competidoras, en la que obtuvo el cuatro lugar tras lograr un puntaje de 9,63. Este puesto le valió su eliminación de la olimpiada.

## Vida personal
McGonagle fue diagnosticada con escoliosis después de su nacimiento. En 2020 obtuvo un diploma en Comunicación de la Foothill College en California, Estados Unidos.